# اولگا ویلی
اولگا ویلی (ایتالیایی: Olga Villi؛ ۲۰ ژانویهٔ ۱۹۲۲ – ۱۲ اوت ۱۹۸۹) هنرپیشه اهل ایتالیا بود. 
از فیلم‌هایی که وی در آن نقش داشته است، می‌توان به پرندگان، زنبورهای عسل و ایتالیایی‌ها، پری‌ها و طبقه هفتم اشاره کرد.